# Loop the Loop
Loop the Loop ist die Bezeichnung eines Stahlachterbahnmodells des Herstellers Meisho Amusement Machines, welches erstmals 1979 ausgeliefert wurde. Es zählt zur Kategorie der Shuttle Coaster. Zurzeit (Stand November 2023) ist Loop the Loop in Rusutsu Resort die einzige Auslieferung, die sich noch in Betrieb befindet.
Der Zug wird per Kabellifthill vorwärts aus der Station heraus in die Höhe gezogen. Oben angekommen klingt der Zug aus und fährt rückwärts den Lift wieder hinab und durch die Station durch. Anschließend folgt ein Looping und eine zweite Auffahrt, bei der allerdings nicht die maximale Höhe erreicht wird. Der Zug fährt nun wieder vorwärts durch den Looping und wird in der Station abgebremst.
Ähnliche Modelle anderer Hersteller mit unterschiedlichen Antriebsarten sind Shuttle Loop des Herstellers Schwarzkopf und Launched Loop des Herstellers Arrow Dynamics. Außerdem existiert mit Atomic Coaster ein sehr ähnliches Modell.

## Züge
Beim Loop the Loop kommen üblicherweise einzelne Züge mit sechs Wagen zum Einsatz, wobei in jedem Wagen vier Personen (zwei Reihen à zwei Personen) Platz nehmen können.

## Standorte
| Achterbahn                              | Betreiber                                     | Land                | Eröffnungsjahr                    | Schließungsjahr            |
| --------------------------------------- | --------------------------------------------- | ------------------- | --------------------------------- | -------------------------- |
| Loop Coaster                            | Kappapia                                      | Japan               | 1980                              | 2003                       |
| Loop Coaster                            | Tedori Fish Land                              | Japan               | 1984                              | zw. 1997 und 2005          |
| Loop Coaster                            | Tojoko Toy Kingdom                            | Japan               | 1979                              | 2000                       |
| Looping Roller Coaster unbekannter Name | Lezhong Amusement Park Changjiang Water World | Volksrepublik China | 2005 oder früher 1980 oder früher | zw. 2010 und 2014 1997     |
| Loop The Loop                           | '84 Kochi Kuroshio Expo                       | Japan               | 1984                              | 1984                       |
| Loop the Loop                           | Rusutsu Resort Expo Hokkaido '82              | Japan               | 1983 1982                         | 1982                       |
| Loop the Loop                           | Sendai Highland                               | Japan               | 1981                              | 2011                       |
| Loop the Loop                           | Siam Amazing Park                             | Thailand            | 1981 vermutlich                   | unbekannt                  |
| Loop the Loop                           | Suntopia World                                | Japan               | 1981                              | 2009 oder früher           |
| Loop the Loop Coaster unbekannter Name  | Saigon Wonderland Hiroshima Natlie            | Vietnam Japan       | 1999 unbekannt                    | 2007 oder früher unbekannt |
| unbekannter Name                        | Nasu Highland Park                            | Japan               | unbekannt                         | 1986                       |